# Сирокко (фильм)
Сирокко (англ. Sirocco) — фильм-нуар голливудского режиссёра Кертиса Бернхардта, вышедший в прокат в июне 1951 (в Великобритании 1 июня, в США — 12-го).

## Сюжет
Экранизация романа Жозефа Кесселя Coup de Grace («Смертельный удар»). Действие происходит в Дамаске в 1925, в разгар Сирийского восстания. Беспринципный делец Гарри Смит, дезертировавший из американской армии во время Первой мировой войны, тайно поставляет оружие арабским повстанцам. Мятежники нападают на французские патрули и устраивают теракты. Генерал Ла Саль принимает решение расстреливать в ответ заложников из числа гражданских, но начальник разведки полковник Феру убеждает его попытаться вступить в переговоры с предводителем инсургентов эмиром Хасаном.
Любовница Феру Виолетта знакомится с Гарри Смитом, и тот пытается за ней приударить. Арабские террористы устраивают взрыв в кафе, где находятся все трое. Опасаясь оставаться рядом с Феру, Виолетта предлагает Смиту бежать в Каир. Тем временем французская разведка через армянского дельца Балукджияна выходит на тайник, где Смит прячет оружие. Попытка уехать из города проваливается, Смит арестован, и в обмен на получение выездного пропуска Феру предлагает ему выступить посредником для организации встречи с эмиром. Оставшись без денег, Смит соглашается, но повстанцы не намерены вести переговоры, и, получив в свои руки начальника разведки, собираются его убить.
Смит и Виолетта вновь планируют вместе уехать в Каир, но Ла Саль просит ещё раз выступить посредником, чтобы освободить Феру за выкуп в 10 тыс. Американец, уже получивший разрешение на выезд из города, проявляет благородство, и вновь отправляется в штаб повстанцев. Эмир, которому нужны деньги на покупку оружия, соглашается отпустить Феру, но от временного прекращения огня отказывается, называя его глупостью.
Раздраженные двойной игрой Смита и подозревающие его в предательстве, арабы убивают посредника. Вернувшись в расположение французских войск, Феру обнаруживает, что повстанцы все-таки прекратили обстрел.

## В ролях
- Хамфри Богарт — Гарри Смит
- Марта Торен — Виолетта
- Ли Джей Кобб — полковник Феру
- Эверетт Слоун — генерал Ла Саль
- Джеральд Мор — майор Леон
- Зеро Мостел — Балукджиян
- Ник Деннис — Насир Абу, подручный Смита
- Онслоу Стивенс — эмир Хасан
- Гарри Кординг — мастер-сержант (в титрах не указан)

## Критика
Критики и киноведы, как правило, оценивают фильм невысоко, отмечая недостаточную проработанность сюжета и характеров персонажей, и то, что картина, в целом, является слабым подражанием «Касабланке». Персонаж Богарта, который пытается увести женщину у полковника с помощью краденых драгоценностей, а потом бросает её, в одиночку спасаясь бегством от французского патруля, весьма невыразителен и не вызывает симпатии. Критик The New York Times Босли Краузер, написавший разгромную рецензию, заметил, что Богарт в этой постановке искуснее управляется с сигаретой, чем со сценарием, а героиня Марты Торен слишком непостоянна и раздражительна, что, по его мнению, связано с недостаточным объёмом её роли, не позволяющим вполне раскрыть характер.